# Juan Florentin
Jean Florentin (wymieniany pod nazwiskiem Fleury lub Florin) (ur. ?, zm. 1527) – francuski kaper, żeglarz, pirat. Zdobył statki ze złotem Montezumy.  
Jean Fleury służył jako kaper u Jean Ango podczas wojen włoskich. w latach 1494–1549. W tym czasie mieszkał w Dieppe. W 1523 roku, u wybrzeży Portugalii zdobył dwa statki dowodzone przez Alonso de Avilę. Statki były załadowane skarbami Azteków wysłanymi z Veracruz przez Hernána Cortésa dla cesarza Karola V. Przewoziły również relacje z podbojów i prośbę o nominację Korteza na gubernatora Nowej Hiszpanii. Łupy zostały oszacowane na 150 000 dukatów, ponadto zawierały perły wadze 680 funtów, szmaragdy, biżuteria, złoto w sztabach.
Korsarska działalność Fleury’ego na szkodę korony hiszpańskiej zaowocowała wystawieniem za nim listu gończego, a za jego głowę wyznaczono nagrodę. 3 października 1527 roku okręt Fleury’ego został osaczony przez sześć baskijskich galeonów. Bitwa u Przylądka Świętego Wincentego trwała od  8 rano do 2 po południu i zakończyła się klęską korsarza. Jego statek został zatopiony, a on sam dostał się do niewoli. Został przewieziony do portu Colmenar de Arenas, gdzie mimo proponowanego okupu (30 tys. dukatów) został na rozkaz cesarza ścięty.